# Granger Hall
Granger Hall, né le 18 juin 1962, à Newark, dans le New Jersey, est un ancien joueur américain de basket-ball. Il évolue durant sa carrière aux postes d'ailier fort et de pivot. 

## Biographie
Granger Hall est le cinquième meilleur marqueur de l'histoire du championnat d'Espagne avec 8 039 points, derrière Alberto Herreros (9759 points), Jordi Villacampa (8991), Brian Jackson (8651) et Juan Carlos Navarro (8046). Il est le deuxième meilleur rebondeur du championnat avec 4 292 rebonds, soit une moyenne de 9,91 prises par match.